# 마쓰모토 마미코
마쓰모토 마미코(일본어: 松本 真未子, 1997년 10월 9일 ~ )는 일본의 여자 축구 선수이다.

## 구단 경력
나데시코 리그의 우라와 레즈, 베갈타 센다이에서 활동했다.

## 국가대표팀 경력
그녀는 2014년 FIFA U-17 여자 월드컵에 참가할 일본 U-17 국가대표팀에 발탁되었으며, 5경기에 출전, 우승에 기여했다. 2016년 FIFA U-20 여자 월드컵에 참가할 일본 U-20 국가대표팀에도 발탁되었으며, 1경기에 출전, 3위.
2022년 아시안 게임에 참가할 일본 국가대표 B팀에 발탁되었다.